# Daniele Bennati
Daniele Bennati (Arezzo, 24 settembre 1980) è un ex ciclista su strada, dirigente sportivo, ex commissario tecnico della nazionale di ciclismo su strada italiano, professionista dal 2002 al 2019.
Soprannominato "Pantera", aveva caratteristiche di velocista. In carriera ha vinto due Giri del Piemonte, tre tappe al Giro d'Italia, due al Tour de France (tra cui l'ambitissima ultima tappa con arrivo agli Champs-Élysées) e sei alla Vuelta a España, aggiudicandosi anche la classifica a punti alla Vuelta a España 2007 e al Giro d'Italia 2008.

## Biografia
Diplomato perito elettronico, vive con la moglie Chiara Mangani, psicologa, ad Arezzo: i due si conobbero l'8 dicembre 1997 ad un veglione scolastico e si sposarono esattamente sei anni dopo nella Cattedrale di Arezzo. Attivo anche nella beneficenza, sostiene l'associazione «Occhi della speranza», fondata dal motociclista Fabrizio Meoni (morto alla Parigi-Dakar nel 2005) per aiutare i bambini africani.

## Carriera

### Gli esordi
Secondo dei due figli dell'ex ciclista dilettante Moreno Bennati, nasce ad Arezzo ma cresce con la famiglia a Castiglion Fiorentino. Tra gli 8 e i 10 anni giocò a calcio nella Polisportiva Olmo, una piccola squadra della provincia di Arezzo, ricoprendo il ruolo di attaccante; contemporaneamente si diletta nel BMX. Dall'età di 10 anni, quando il nonno Gino gli regala una bicicletta Ceccherini, cominciò a gareggiare su strada, aggiudicandosi subito (era il 1990) il campionato provinciale ad Arezzo. Tra i dilettanti corse per tre stagioni con la Grassi-Mapei, gruppo sportivo di Poggio a Caiano attivo nella categoria a partire dal 1983, vincendo una tappa al Giro delle Regioni nel 2001.
Passò professionista nel 2002 con la squadra Acqua & Sapone-Cantina Tollo e venne presto impiegato soprattutto come uomo del "treno" per le volate di Mario Cipollini nelle gare italiane, ma riuscì già ad ottenere anche le prime vittorie, una tappa al Giro d'Austria e un'altra al Regio-Tour, in Germania. L'anno dopo gareggiò ancora tra le file della squadra di Vincenzo Santoni, rinominata Domina Vacanze-Elitron, e fece sue una tappa al Giro del Mediterraneo e un'altra al Giro di Polonia, oltre a partecipare per la prima volta al Giro d'Italia. Nel 2004 venne ingaggiato dalla squadra svizzera Phonak Hearing Systems: dopo un inizio di stagione senza risultati, a maggio Bennati prese il via al Giro d'Italia ma dovette ritirarsi già alla seconda tappa per problemi virali, restando poi fermo per il resto dell'anno.

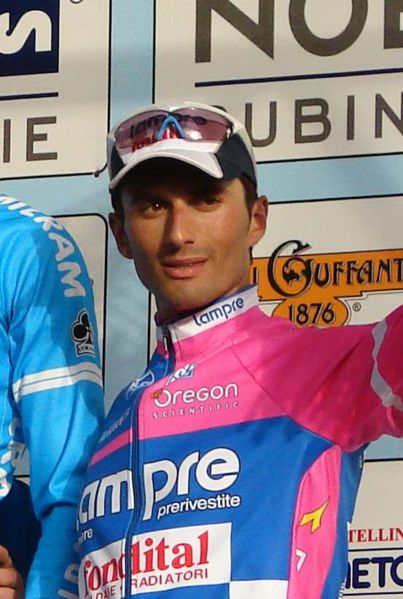
Daniele Bennati sul podio del Gran Premio Costa degli Etruschi 2007

### 2005-2007: Lampre
Trasferitosi alla Lampre-Caffita di Giuseppe Saronni (aveva firmato per la Saeco, poi fusasi nel nuovo gruppo sportivo), nel 2005 ottenne la definitiva consacrazione, con la convocazione in Nazionale al campionato mondiale di Madrid: in quella stagione fu abile a conquistare il Giro della Toscana, tre frazioni al Giro di Germania e due al Giro di Polonia (queste ultime due, corse a tappe inserite nel calendario ProTour), oltre a classificarsi secondo, dietro ad Erik Zabel, alla Parigi-Tours, e terzo alla Gand-Wevelgem.
Il 2006 inizia male, e fu costretto a saltare gran parte delle classiche su cui aveva puntato. Nel prosieguo di stagione fu comunque più in forma, e si aggiudicò il Memorial Marco Pantani, il Giro del Piemonte, il Gran Premio Città di Misano Adriatico e il Gran Premio Industria e Commercio di Prato. Arrivarono anche i successi in una tappa alla Volta a la Comunitat Valenciana, una al Giro del Trentino, una alla Volta Ciclista a Catalunya e due al Giro di Polonia.
L'ottima forma proseguì nel 2007, quando si aggiudicò tre tappe alla Volta a la Comunitat Valenciana e si piazzò terzo al Gran Premio Costa degli Etruschi. In luglio prese parte al Tour de France, ma già alla seconda tappa (Dunkerque-Gand) restò coinvolto in una caduta generale a poco meno di 3 km dal traguardo, riportando escoriazioni alla mano destra e al braccio e contusioni al torace e al bacino. Nonostante ciò proseguì, e il 26 luglio, nella 17ª tappa da Pau a Castelsarrasin, colse la sua prima vittoria al Tour de France, vincendo uno sprint a quattro con i tedeschi Fothen e Voigt e lo svizzero Elmiger. Tre giorni dopo, nella 20ª e ultima frazione (Marcoussis-Parigi Champs-Élysées), si ripeté ottenendo il secondo successo di tappa: a 250 metri dal traguardo si lanciò in una volata finale e resistette ai tentativi di rimonta del norvegese Hushovd, del tedesco Zabel e del sudafricano Hunter. Nel settembre dello stesso anno firmò un contratto con il team Liquigas per il biennio 2008-2009, e poco dopo arrotondò il bottino della stagione facendo sue tre tappe e la maglia azzurra della classifica a punti alla Vuelta a España.

### 2008-2010: Liquigas
Nel 2008 si aggiudicò una tappa al Tour de Romandie; nello stesso mese di maggio vinse anche la terza, la nona e la dodicesima frazione del 91º Giro d'Italia, ottenendo al contempo piazzamenti in volate, in fughe e a cronometro e conquistando in tal modo la maglia ciclamino della graduatoria a punti. Dopo il successo in una frazione dell'Eneco Tour, corsa in Benelux, conseguì un'altra vittoria di tappa alla Vuelta a España, indossando per due giorni la maglia oro di leader della classifica generale. A ottobre si riconfermò campione sulle strade del Giro del Piemonte.
Iniziò il 2009 rinnovando fino a tutto il 2010 il proprio contratto con la Liquigas di Roberto Amadio; la sua stagione agonistica cominciò nel migliore dei modi, con quattro successi già nel mese di febbraio, tra cui la classifica generale del Giro di Sardegna. Dopo il sesto posto alla Milano-Sanremo e alcuni piazzamenti alla Tirreno-Adriatico, prese il via sia al Tour de France che alla Vuelta a España: solo nella corsa spagnola riuscì ad ottenere dei risultati (salì quattro volte sul podio di tappa) ma in stagione non ottenne ulteriori successi, dopo quelli di febbraio.

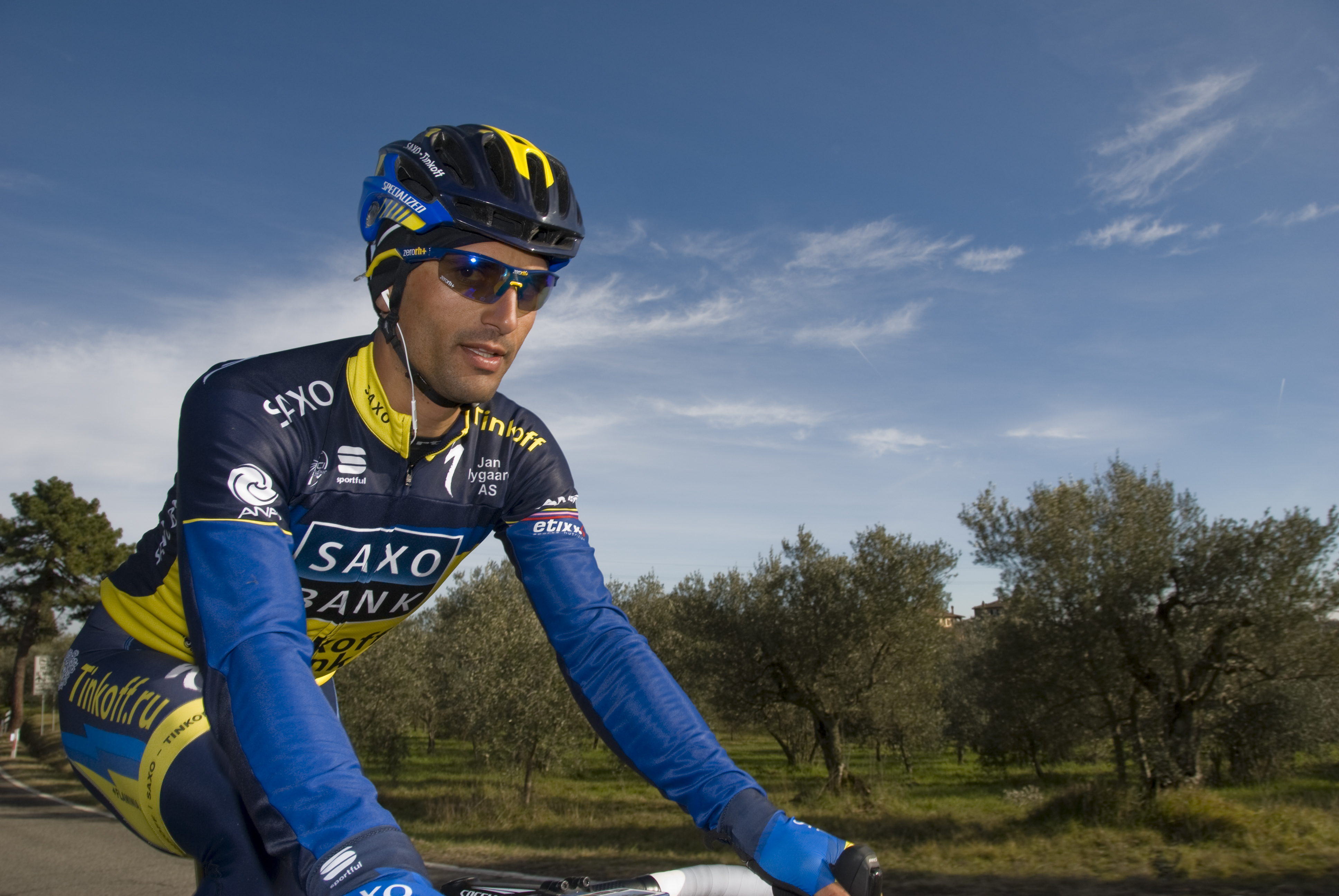
Daniele Bennati con la maglia del Team Saxo-Tinkoff

Nei primi mesi del 2010 si aggiudicò due corse, una tappa al Tour of Oman e una alla Tirreno-Adriatico, oltre a classificarsi quinto in volata alla Milano-Sanremo. Non partecipa quindi né al Giro d'Italia né al Tour de France. In agosto fu sesto alla Vattenfall Cyclassics, mentre alla Vuelta a España, tra agosto e settembre, si piazzò secondo nella tappa di Murcia e terzo in quella di Burgos. Nello stesso settembre arrivò il terzo successo stagionale, il Giro di Toscana. Poche settimane dopo venne ufficializzato il suo trasferimento al Pro Team Luxembourg, la nuova squadra dei fratelli Schleck (poi presentata in gennaio come Team Leopard-Trek), per la stagione 2011.

### 2011-2016: Leopard/RadioShack e Saxo/Tinkoff
Nella stagione 2011 partecipò alla Vuelta a España aggiudicandosi la ventesima tappa, quella con arrivo a Vitoria. Si ripeté un anno dopo vincendo la diciottesima frazione della Vuelta a España 2012 a Valladolid, e raggiungendo così quota 50 vittorie da professionista in carriera.
Il 1º gennaio 2013 passò ufficialmente tra le file del Team Saxo-Tinkoff, la squadra diretta da Bjarne Riis e capitanata da Alberto Contador, diventando un ottimo gregario per quest'ultimo.

### 2017-2019: gli ultimi anni alla Movistar e il ritiro
Con il ritiro dalle competizioni di Tinkoff, per la stagione 2017 Bennati firmò con gli spagnoli della Movistar, squadra con la quale corse per tre stagioni (al termine della prima partecipò al suo sesto e ultimo Mondiale). Il 19 novembre 2019 annunciò il ritiro dalle corse.

### Commissario tecnico della Nazionale italiana
Il 2 novembre 2021 viene nominato Commissario Tecnico della Nazionale di ciclismo su strada, partecipando, in questa veste, ai Giochi olimpici estivi di Parigi 2024.

## Palmarès
- 2000 (Under-23)[11]

Gran Premio Cementeria Fratelli Bagnoli
Trofeo Tempestini Ledo
- 2001 (Under-23)[11]

3ª tappa Giro delle Regioni
2ª tappa Volta a Catalunya de l'Avenir
3ª tappa Volta a Catalunya de l'Avenir
- 2002 (Acqua & Sapone-Cantina Tollo, due vittorie)

1ª tappa, 2ª semitappa Giro d'Austria (Reutte > Reutte)
6ª tappa Regio-Tour (Neuenburg am Rhein > Vogtsburg im Kaiserstuhl)
- 2003 (Domina Vacanze-Elitron, due vittorie)

5ª tappa Tour Méditerranéen (La Garde > Berre-l'Étang)
3ª tappa Tour de Pologne (Ostróda > Bydgoszcz)
- 2005 (Lampre-Caffita, sei vittorie)

Giro della Toscana
3ª tappa Deutschland Tour (Bodenmais > Kufstein)
5ª tappa Deutschland Tour (Sölden > Friedrichshafen)
9ª tappa Deutschland Tour (Bad Kreuznach > Bonn)
2ª tappa Tour de Pologne (Tczew > Olsztyn)
4ª tappa Tour de Pologne (Inowrocław > Leszno)
- 2006 (Lampre-Fondital, nove vittorie)

5ª tappa Volta a la Comunitat Valenciana (Valencia > Valencia)
4ª tappa Giro del Trentino (Puegnago del Garda > Arco)
7ª tappa Volta Ciclista a Catalunya (Lloret de Mar > Barcellona)
Memorial Marco Pantani
2ª tappe Tour de Pologne (Ostróda > Elbląg)
4ª tappa Tour de Pologne (Bydgoszcz > Poznań)
Gran Premio Città di Misano Adriatico
Gran Premio Industria e Commercio di Prato
Giro del Piemonte
- 2007 (Lampre-Fondital, dieci vittorie)

2ª tappa Tour Méditerranéen (Gruissan > Agde)
1ª tappa Volta a la Comunitat Valenciana (Alzira > Alzira)
3ª tappa Volta a la Comunitat Valenciana (Vila-real > Vila-real)
5ª tappa Volta a la Comunitat Valenciana (Valencia > Valencia)
2ª tappa Driedaagse De Panne - Koksijde (Zottegem > Koksijde)
17ª tappa Tour de France (Pau > Castelsarrasin)
20ª tappa Tour de France (Marcoussis > Parigi Champs-Élysées)
1ª tappa Vuelta a España (Vigo > Vigo)
17ª tappa Vuelta a España (Ciudad Real > Talavera de la Reina)
21ª tappa Vuelta a España (Rivas-Vaciamadrid > Madrid)
- 2008 (Liquigas, sette vittorie)

5ª tappa Tour de Romandie (Le Bouveret > Losanna)
3ª tappa Giro d'Italia (Catania > Milazzo)
9ª tappa Giro d'Italia (Civitavecchia > San Vincenzo)
12ª tappa Giro d'Italia (Forlì > Carpi)
3ª tappa Eneco Tour (Nieuwegein > Terneuzen)
3ª tappa Vuelta a España (Cordova > Puertollano)
Giro del Piemonte
- 2009 (Liquigas, quattro vittorie)

Trofeo Pollença
1ª tappa Giro della Provincia di Grosseto (Grosseto > Grosseto)
4ª tappa Giro di Sardegna (Arbatax > Cagliari)
Classifica generale Giro di Sardegna
- 2010 (Liquigas-Doimo, tre vittorie)

2ª tappa Tour of Oman (Nizwa > Samail)
3ª tappa Tirreno-Adriatico (San Miniato > Monsummano Terme)
Giro di Toscana
- 2011 (Leopard-Trek, sei vittorie)

1ª tappa Circuit de la Sarthe (Château-d'Olonne > Saint-Mars-la-Jaille)
2ª tappa Circuit de la Sarthe (Angers, cronometro)
5ª tappa Circuit de la Sarthe (Abbaye de l'Épau > Bonnétable)
8ª tappa Österreich-Rundfahrt (Podersdorf am See > Vienna)
3ª tappa Tour de Wallonie (Sambreville > Perwez)
20ª tappa Vuelta a España (Bilbao > Vitoria)
- 2012 (RadioShack-Nissan-Trek, una vittoria)

18ª tappa Vuelta a España (Aguilar de Campoo > Valladolid)
- 2015 (Tinkoff-Saxo, una vittoria)

Gran Premio Industria e Commercio di Prato
- 2016 (Tinkoff, tre vittorie)

1ª tappa Vuelta a Andalucía (Almonaster la Real > Sevilla)
1ª tappa Post Danmark Rundt (Herning > Esbjerg)
Classifica generale Giro di Toscana

### Altri successi
- 2005 (Lampre)

Classifica a punti Deutschland Tour
- 2006 (Lampre)

Classifica a punti Tour de Suisse
- 2007 (Lampre)

Classifica a punti Tour Méditerranéen
Classifica a punti Volta a la Comunitat Valenciana
Classifica a punti Driedaagse De Panne - Koksijde
Classifica a punti Tour de Suisse
Classifica a punti Vuelta a España
- 2008 (Liquigas)

Classifica a punti Tour de Romandie
Classifica a punti Giro d'Italia
Premio Azzurri d'Italia Giro d'Italia
- 2011 (Leopard-Trek)

1ª tappa Vuelta a España (Benidorm > Benidorm, cronosquadre)

## Piazzamenti

### Grandi Giri
- Giro d'Italia

2003: fuori tempo (18ª tappa)
2004: ritirato (2ª tappa)
2008: 70º
2012: non partito (8ª tappa)
2013: non partito (14ª tappa)
2017: ritirato (16ª tappa)
- Tour de France

2006: ritirato (16ª tappa)
2007: 75º
2009: 135º
2013: 107º
2014: 96º
2015: ritirato (11ª tappa)
2017: 104º
2018: 104º
- Vuelta a España

2002: ritirato (15ª tappa)
2007: 64º
2008: ritirato (10ª tappa)
2009: 84º
2010: 85º
2011: 112º
2012: 144º
2014: 108º
2015: 131º
2016: 107º
2018: 133º

### Classiche monumento
- Milano-Sanremo

2003: 65º
2005: 28º
2007: 26º
2009: 6º
2010: 5º
2011: 13º
2012: 10º
2013: 28º
2014: 18º
2015: ritirato
2016: ritirato
2017: 14º
2018: 91º
2019: 144º
- Giro delle Fiandre

2003: ritirato
2005: 53º
2006: ritirato
2007: 19º
2009: ritirato
2010: ritirato
2012: 94º
2013: ritirato
2014: ritirato
- Parigi-Roubaix

2003: ritirato
2005: ritirato
2007: ritirato
2012: ritirato
2017: 41º
2019: ritirato
- Giro di Lombardia

2015: ritirato

### Competizioni mondiali
- Campionati del mondo

Madrid 2005 - In linea: 105º
Copenaghen 2011 - In linea: 14º
Ponferrada 2014 - Cronosquadre: 5º
Ponferrada 2014 - In linea: 21º
Richmond 2015 - In linea: 83º
Doha 2016 - In linea: 25º
Bergen 2017 - In linea: 105º

## Riconoscimenti
- Giglio d'Oro-Rivelazione dell'anno: 2002